# سقف السعر

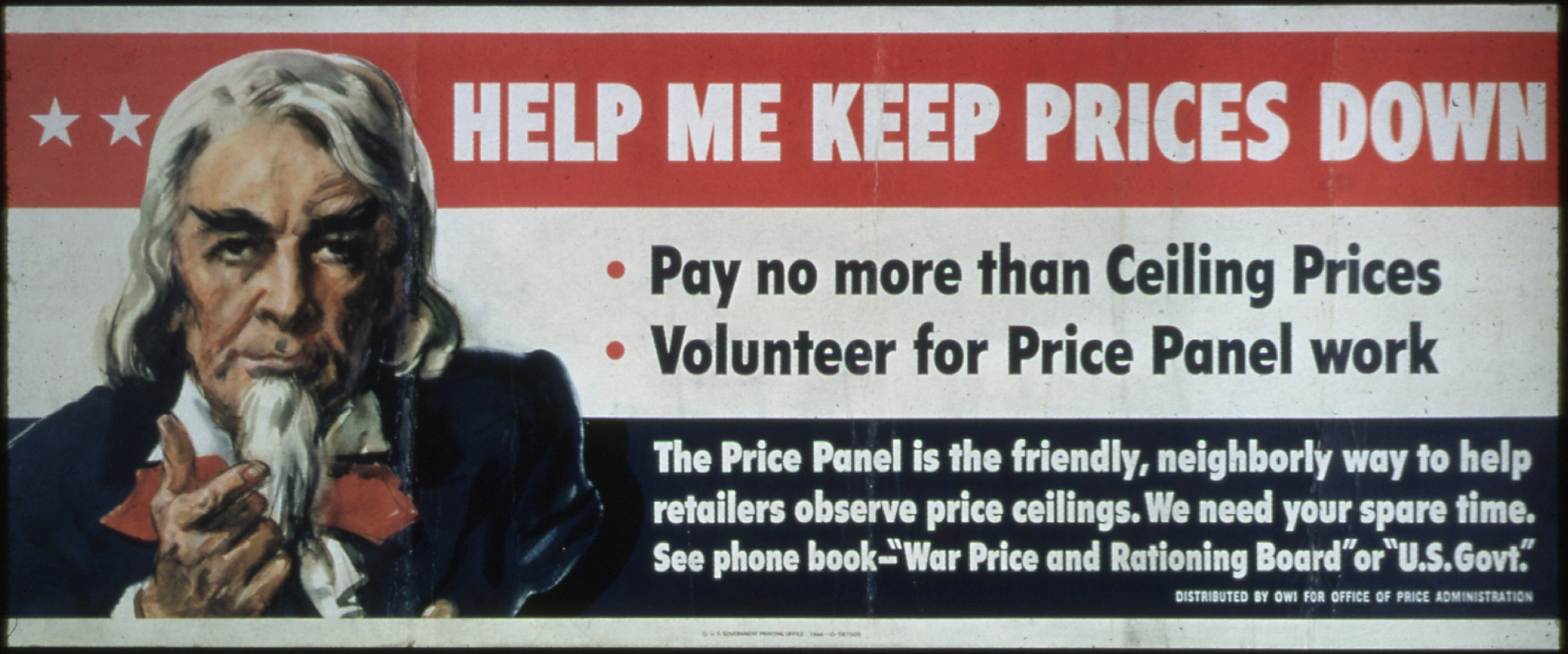
"لا تدفع أكثر من سقف السعر" مُلصق أمريكي في الحرب العالمية الثانية.

سقف السعر (بالإنجليزية: Price ceiling)‏، هو الحد القانوني العلوي للسعر. بمعنى هو حد تفرضه الحكومة على أصحاب السلع تحد مدى ارتفاع سعر المنتج ويُمنع على أثره زيادة سعر المُنتج عن هذا الحد. تستخدم الحكومات سقوفاً عالية السعر لحماية المستهلكين من الظروف التي قد تجعل السلع باهظة الثمن بشكل لا يمكن تحمله. يمكن أن تحدث مثل هذه الظروف خلال فترات التضخم المرتفع أو في حالة فقاعة الاستثمار، أو في حالة احتكار ملكية المنتج، والتي يمكن أن تتسبب جميعها في مشاكل إذا تم فرضها لفترة طويلة دون التقنين الخاضع للرقابة، مما يؤدي إلى العجز الاقتصادي. يمكن أن تحدث مشكلات إضافية إذا وضعت الحكومة سقوفًا غير واقعية في الأسعار، مما تسبب في فشل الأعمال التجارية، أو انهيار المخزون، أو حتى الأزمات الاقتصادية.